# Лекоревка (Минский район)
Лекоревка, Лекаревка (бел. Ле́караўка) — деревня в Минском районе Минской области Беларуси. В составе Юзуфовского сельсовета.

## География
Местной автодорогой Н8971 деревня связана с населёнными пунктами Шепели и Пунище. Расположена в непосредственной близости от горы Лысая (342 м) — наивысшего пункта Минского района и второго по высоте пункта Беларуси.
Ближайшие населённые пункты Шепели и др.

## Население

### Численность
- 2009 год — 26 человек

### Динамика
- 1999 год — 33 человек (перепись населения)
- 2009 год — 26 человек (перепись населения)

## Достопримечательность
Рядом расположен ландшафтный заказник "Купаловский".